# 사이온지 엔시
사이온지 엔시(일본어: 西園寺 婉子 さいおんじ えんし[*], 생년 미상 - 랴쿠오 2년/엔겐 4년 4월 14일 (1339년 5월 23일))는 가마쿠라 시대 말기의 관백 니죠 미치히라의 정실이다. 우대신 사이온지 킨아키의 딸이다. 관백 니죠 요시모토와 곤다이나곤 니죠 요시타다의 생모이다.
『하나조노 텐노 신기(花園天皇宸記)』 분포 원년 3월 4일조 주석에 관백 정실인 엔시에게 주어지기로 했던 종3위의 위계가 원래 예정이었던 전년 정월보다 늦게 금일 수여되었다는 것이 기록되어 있고, 전년 쇼와 5년 (1316년) 1월, 미치히라의 정실로 되어 있어 종3위가 서위되었음을 알 수 있다. 그 후, 겐오 2년 (1320년)에 적남 요시모토를, 이듬해에 차남 요시타다를 낳았다.
『공경보임(公卿補任)』 랴쿠오 2년 조의 주기에 의해서, 당시 곤다이나곤이었던 니죠 요시모토가 어머니의 죽음으로 상복을 입었다는 기록이 있어, 이 때 사망한 것으로 판명되었다.